# 로만드라아과
로만드라아과(lomandra亞科, 학명: Lomandroideae 로만드로이데아이[*])는 비짜루과의 아과이다. 이전에는 로만드라과(Lomandraceae) 또는 락스만니아과(Laxmanniaceae) 등으로 분류하였으나 APG III 분류 체계는 비짜루과에 속하는 로만드라아과로 분류했다. 아과 이름은 로만드라속(Lomandra)에서 유래하였다. 이 아과는 소수의 분류학자들에게서만 인정되어 왔다. 쿠비츠키 분류 체계에서는 로만드라과로 분류했다.
APG II 분류 체계(2003년)에서는 독립된 과로 인정하지는 않지만, 비짜루과로부터 조건적인 분리를 허용한다. 이 분류군은 약 13개 속에 180여 종으로 구성되어 있으며, 오스트랄라시아와 동남아시아, 아메리카 그리고 태평양 제도에 자생한다. 가장 많이 알려진 속은 코르딜리네속(Cordyline)이다.

## 하위 분류
- 로만드라속(Lomandra Labill.)
- Acanthocarpus Lehm.
- Arthropodium R.Br.
- Chamaexeros Benth.
- Cordyline Comm. ex R.Br.
- Dichopogon Kunth
- Eustrephus R.Br.
- Laxmannia R.Br.
- Romnalda P.F.Stevens
- Sowerbaea Sm.
- Thysanotus R.Br.
- Trichopetalum Lindl.
- Xerolirion A.S.George